# Raisa Kurviakova
Raisa Kurviakova  (nacida el 15 de septiembre de 1945 en Gorno-Ulbinka, Unión Soviética) es una exjugadora de baloncesto soviética. Consiguió 5 medallas en competiciones oficiales con la URSS.